# IKON
iKON (tiếng Hàn: 아이콘) là một nhóm nhạc nam của Hàn Quốc trực thuộc 143 Entertainment. Nhóm chính thức ra mắt năm 2015 và hiện tại gồm 6 thành viên BOBBY, JAY, JUNE, Song, DK và CHAN sau khi trưởng nhóm B.I rời nhóm ngày 12 tháng 6 năm 2019.
Theo giám đốc điều hành của YG Entertainment - Yang Hyun Suk, chữ "C" trong "ICON" đã được thay thế bằng "K" của "KOREA" vì ông muốn iKON sẽ trở thành một biểu tượng ở Hàn Quốc và âm nhạc của nhóm sẽ được toàn châu Á biết đến.
Mặc dù iKON chỉ mới chính thức ra mắt vào năm 2015 nhưng trước đó các thành viên (trừ Chan) đã được biết đến dưới danh nghĩa Team B trên chương trình sống còn do YG Entertainment tổ chức là "WIN: Who Is Next" được phát sóng vào năm 2013 và có tên iKON (cùng với Chan) sau chương trình "Mix & Match" (cũng do YG Entertainment tổ chức). Nhóm đã ra mắt chính thức tại Hàn Quốc thông qua việc phát hành một single từ album đầu tiên của họ là "My Type" trong Welcome Back, iKON đã biễu diễn sân khấu đầu tiên mang tên "Debut Concert SHOWTIME" của họ vào ngày 4 tháng 10 năm 2015 trên Inkigayo của đài SBS.
Nhóm rời YG Entertainment vào tháng 12 năm 2022, sau khi hết hạn hợp đồng với công ty và gia nhập 143 Entertainment vào tháng 1 năm 2023.

## Lịch sử

### 2013–2015: Trước khi ra mắt
Trước khi Team B được hình thành, trưởng nhóm B.I đã được biết đến trong ca khúc mang tên "Indian Boy" của MC Mong được phát hành năm 2009. Cậu ấy cũng xuất hiện tại SBS Dream Concert năm 2009 và là khách mời trên Yoo Hee yeol's Sketchbook cùng với MC Mong.
Koo Junhoe, là giọng ca chính của nhóm cũng đã xuất hiện trên chương trình Star King của đài SBS dưới danh 'Michael Jackson 13 tuổi'.. Đến năm 2011, Junhoe tham gia "K-pop Star" nhưng tiếc là đã không đi đến cuối chặng đường.
Ngày 3 Tháng 1 2011, B.I và thành viên Kim Jinhwan chính thức trở thành thực tập sinh của YG Entertainment, Bobby đã trúng tuyển tại buổi thử giọng của công ty ở NewYork, đã hợp lại với nhau thành đội hình nguyên thủy của Team B, họ tập luyện cùng nhau trong vòng một năm dưới sự dẫn dắt của trưởng nhóm B.I. Ngày 18 Tháng 4 năm 2012, các thành viên Koo Junhoe và Song Yunhyeong gia nhập Team B. trên 05 Tháng 11 năm 2012, Kim Donghyuk chính thức gia nhập Team B là thành viên cuối cùng. Sáu thành viên là Team B chính thức và cùng nhau vượt qua các chương trình sống còn như "WIN: Who Is Next" và "Mix & Match".
Ngày 7 tháng 5 năm 2014, Jung Chanwoo, thành viên thứ bảy của iKON xuất hiện đầu tiên trên chương trình:Mix & Match" cùng 2 thực tập sinh khác (Jung Jinhyeong đã trở thành người mẫu hiện tại và Yang Hongseok đang là thành viên của nhóm nhạc Pentagon). Trước đó Chanwoo được biết đến với vai trò diễn viên. Cậu ấy nổi tiếng với những vai diễn của Lee Min Ho lúc còn nhỏ trong Boys Over Flowers và The Heirs.

#### Who is Next: Win
Team B được giới thiệu với công chúng lần đầu tiên trên chương trình sống còn "Who is Next: Win" được chiếu trên đài Mnet năm 2013 gồm 6 thành viên (trừ Chan-woo). Team B thi đấu với Team A - một nhóm thực tập sinh khác gồm 5 thành viên với cơ hội một trong hai nhóm được ra mắt với cái tên WINNER. Trong suốt chương trình, khán giả đã được chứng kiến kĩ năng trình diễn, hát và nhảy của nhóm, tài năng của từng thành viên, đặc biệt là khả năng sáng tác và sản xuất nhạc của B.I và Bobby.
Thông qua ba vòng bầu chọn công khai, Team B đã thua Team A (đã ra mắt dưới tên Winner) Team B tiếp tục là thực tập sinh của YG. Trong chương trình họ đã phát hành hai single dưới nghệ danh "Team B", là "Just Another Boy" và "Climax".

#### Mix & Match
Vào tháng 6 năm 2014, Team B sẽ thi đấu trên chương trình sống còn thứ hai mang tên "Mix & Match" được phát sóng trên Mnet, mục đích nhằm để sắp xếp lại đội hình nhóm. Team B và 3 thực tập sinh mới: Jung Chanwoo, Jung Jinhyeong và Yang Hongseok sẽ cùng nhau tập luyện và quyền quyết định thuộc về khán giả, 7 người được chọn sẽ cùng nhau ra mắt với tên iKON. Tại buổi họp báo, Yang Hyun Suk xác nhận 3 thành viên chính thức của nhóm là B.I, Bobby và Jinhwan. 3 thành viên Team B còn lại và 3 thực tập sinh sẽ phải đối đầu với nhau để được 4 vị trí còn lại dưới sự lãnh đạo của các trưởng nhóm là 3 thành viên chính thức. Đã có đến 150.000 fan đến stage cuối cùng của "Mix & Match". Trước khi thông báo 4 thành viên chính thức còn lại của iKON, trang chủ của YG đã bị tắt nghẽn, cuối cùng Junhoe, Yunhyeong, Chanwoo và Donghyuk đã được chọn dựa trên số phiếu online và phiếu giấy được tổ chức bỏ phiếu ở Hàn và Nhật.

#### Show Me The Money 3
Cũng trong thời gian "Mix & Match" diễn ra, rapper line của nhóm là B.I và Bobby đã tham gia thêm một chương trình sống còn về rap khác là "Show Me The Money 3" cũng được phát sóng trên Mnet song song với "Mix & Match" B.I đã gây ra nhiều tranh cãi về việc mắc lỗi quên lời và phần trình diễn "Be I" như lời xin lỗi về những sai lầm của B.I nhưng cậu ấy đã phải dừng bước ở tập 7. Bobby vẫn tiếp tục chặng đua và đã trở thành idol rapper đầu tiên là quán quân của "Show Me The Money". Cả hai thành viên đều có thể phát hành các bài hát solo dưới tên của họ trong suốt chương trình nằm trong album "Show Me The Money 3", mà đã rất thành công trong nước và đã đạt vị trí số một trong bảng xếp hạng âm nhạc khác nhau. B.I phát hành "Be I" và Bobby đã phát hành 4 ca khúc "L4L (Lookin' For Luv", "연결고리#힙합 (YGGR#hiphop)", "가 (GO)" và "가드올리고 Bounce (Raise Your Guard and Bounce). Nhờ sự tham gia của 2 thành viên đã loại bỏ đi phần nào định kiến về idol rapper và khiến những idol rapper khác tham gia những mùa Show Me The Money tiếp theo.

#### Sự góp mặt và thành công trước khi ra mắt
Ngày 9 Tháng 11 năm 2013, các thành viên Team B được góp mặt trong M/V Ringa Linga của tiền bối cùng công ty - Taeyang, các thành viên xuất hiện dưới vai trò vũ công trong M/V. Ngày 11 tháng 4 năm 2014, YG tiết lộ rằng sáu thành viên của Team B sẽ được trình diễn tại YG FAMILY Tour ở Nhật Bản được tổ chức vào ngày 12 và 13 Tháng 4 năm 2014 tại Kyocera Dome. Ngày 12 tháng 8 năm 2014, ca khúc chủ đề "Empty" của WINNER do B.I và Bobby đồng sáng tác và viết lời no.1 trên nhiều BXH ở Hàn Quốc và quốc tế. Ngày 18 tháng 10 năm 2014, "Born Hater", ca khúc chủ đề của album phòng thu thứ 8 của Epik High - cũng là tiền bối trực thuộc công ty hợp tác với nhiều rapper trong đó có B.I và Bobby được phát hành. Trong Epik High's Shoebox Commentary CD, họ đã tiết lộ Tukutz (thành viên của Epik High) gọi B.I đến giúp và tạo ra giai điệu bắt tai cho "Born Hater". B.I và Bobby biểu diễn "Born Hater" cùng với Epik High và Mino của WINNER tại MAMA 2014 và SBS Gayo Daejun. Bobby nằm trong "YG's 2nd HIPHOP PROJECT" cùng 2 rapper kì cựu là Masta Wu và Dok2, và phụ trách phần rap trong "I'm Different" của Hi Suhyun(Akdong Musician). "Mix & Match" kết thúc vào tháng 9 năm 2014, trước đó các thí sinh Mix&Match đã tổ chức fan meeting, thu hút đến 40.000 fan Nhật Bản tại Osaka Tojima River Forum và 60.000 fan ở Bắc Kinh, Trung Quốc đăng ký tham dự. Ngày 28 tháng 1 năm 2015, Billboard công bố iKON là một trong "Top 5 nghệ sĩ K-Pop đáng chú ý trong năm 2015", được dựa trên điểm số trên các bảng xếp hạng, phản ứng của người hâm mộ và lượng người xem YouTube. iKON là nhóm duy nhất được đề cập trên các danh sách mà vẫn chưa được ra mắt chính thức, chứng minh sự nổi tiếng sớm của nhóm.

### 2015: Chính thức ra mắt vàWelcome Back
Sau nhiều lần trì hoãn, ngày 8 tháng 9 năm 2015, YG Entertainment cho ra teaser nhá hàng cho 'Tân binh được mong đợi nhất năm 2015' trên website chính thức của công ty. iKON phát hành "Warm Up" single đầu tiên vào ngày 15 và sẽ chọn 6 trong 12 bài hát thành ca khúc chủ đề. Album "Welcome Back" được chia thành hai phần, Half-album phát thành vào 1/10 và Full-album vào 2/11. B.I tham gia sản xuất hầu hết các ca khúc trong album và Bobby viết lời, Junhoe tham gia sáng tác "Rhythm Ta". Đến ngày 28/10, việc phát hành Full-Album đã bị hoãn lại đến 14/12, thay vào đó 2 single khác sẽ được phát hành vào ngày 16/11.
12h ngày 15 tháng 9 (giờ địa phương), Warm-Up Single chính thức phát hành với M/V "My Type", ngay sau khi phát hành đã chiếm giữ vị trí no.1 trên nhiều bảng xếp hạng real-time lớn ở Hàn Quốc như Melon, Mnet, Olleh, Bugs, Genie, Naver Music, Soribada và Monkey3. Ca khúc đã chạm nóc Melon 18 lần và được chứng nhận "All-kill" trên toàn bộ các bảng xếp hạng. M/V "My Type" trên YouTube vượt 1,7 lượt xem trên YouTube sau 24 tiếng phát hành. Chiến thắng đầu tiên của iKON là trên chương trình Music Core của MBC với "My Type" mặc dù không biểu diễn.
iKON đã tổ chức SHOWTIME Concert đầu tiên vào ngày 3/10 tại Nhà thi đấu Thể dục dụng cụ Olympic cùng với 13.000 fan có mặt tại đó, chưa từng có một nhóm tân binh nào làm được trước đó. Concert được phát sóng trực tiếp trên ứng dụng V và có hơn 500.000 lượt xem. Tên fandom cũng đã được thông báo chính thức qua ứng dụng này là "iKONIC".
Ngày 1/10, 'Debut Half Album phát hành và ngay lập tức no.1 iTunes ở 11 nước (Hồng Kông, Indonesia, Lào, Ma Cao, Malaysia, Panama, Peru, Singapore, Đài Loan, Thái Lan và Việt Nam), đứng thứ 24 tại Canada và 26 tại Mỹ. Trong nước, tất cả các ca khúc trong album đều nằm trong TOP10 các bảng xếp hạng, "Rhythm Ta" no.1 Genie, Olleh, Naver và Soribada.
Debut stage của nhóm là "Rhythm Ta" và "Airplane" trên Inkigayo của SBS, và no.1 trong tuần với "My Type". Ngày 8/10, iKON no.1 trên M!Countdown với "Rhythm Ta" là chiến thắng thứ tư của iKON từ khi "My Type" phát hành.
Đầu tháng 10 năm 2015, iKON bắt đầu một chuỗi fan meeting ở Nhật Bản - "iKON FAN MEETING 2015 in JAPAN - iKONTACT" ở Tokyo, Aichi, Fukuoka và Osaka, thu hút 26,600 fan.
2 M/V phát hành ngày 16/10 của iKON là "Apology" và "Anthem" no.1 và no.2 Melon, olleh, Bugs, Genie, Naver Music, Monkey 3 và Soribada. "Apology" là bài hát được tải về nhiều nhất và no.1 điểm nhạc số trên bảng xếp hạng Gaon.
Cuối cùng Welcome Back Full Album đã chính thức phát hành ngày 24/12 thông qua buổi phát sóng V-App KONY's Mas giới thiệu 3 ca khúc cuối cùng của album là "Dumb&Dumber", "What's Wrong" được viết lời bởi B.I và Bobby và phổ nhạc bởi Rovin và Dee.P. "I Miss You So Bad" là một ca khúc được G-Dragon sáng tác, ban đầu bài hát này sẽ được Big Bang thể hiện nhưng sau khi xem xét kĩ, G-Dragon quyết định tặng ca khúc này lại cho hậu bối iKON. 3 ca khúc ngay lặp tức no.1 nhiều bảng xếp hạng sau vài tiếng phát hành, "Dumb&Dumber" no.1 Melon, Soribada và Naver Music, "I Miss You So Bad" no.1 Bugs, Genie, và Mnet, "What's Wrong" no.1 Olleh Music. Đứng đầu BXH iTUNES nhiều nước châu Á: Ma Cao, Singapore, Thái Lan, và Việt Nam.

### 2016: Tổ chức các buổi lưu diễn và trở lại với#WYD
Ngày 17 tháng 3 năm 2016, YG Entertainment thông báo iKON sẽ tổ chức Asia Tour đầu tiên của nhóm mang tên iKONCERT 2016: Showtime Tour vòng quanh châu Á với các điểm Đài Loan, Trung Quốc, Hồng Kông, Thái Lan, Singapore, Malaysia và Indonesia. Ngày 1 Tháng 7, YG công bố tour diễn Nhật thứ hai của nhóm mang tên iKON Japan Tour 2016. Các buỗi lưu diễn đã được lên kế hoạch tại năm thành phố với tổng số 14 buổi hòa nhạc với sự tham dự của 150.000 người hâm mộ. Sau đó, công ty đã tổ chức thêm tại Tokyo do nhu cầu vé, nâng cao số người tham dự đến 176.000 người từ sáu thành phố. Việc hoàn thành tour diễn thứ hai chốt tổng người tham dự buổi biểu diễn của nhóm trong năm đầu tiên của đạt 322.000 người. Vào ngày 11 tháng 14, YGEX công bố điểm dừng chân chân thứ hai của iKON Japan Tour vào năm 2017 do sự thành công của iKON Japan Tour trước, và đến thăm Yokohama Arena cho lần đầu tiên. Chặng thứ hai dự kiến sẽ thu hút 120.000 người hâm mộ từ ba thành phố, tăng số người tham dự của các buổi lưu diễn đến 296.000 từ 25 buổi hòa nhạc.
Vào ngày 30 tháng 5, nhóm phát hành đĩa đơn "#WYD" (viết tắt "What You Doing"). Ca khúc đứng vị trí số ba trên bảng xếp hạng nhạc số. Vào ngày 10 tháng 8, đĩa đơn Dumb & Dumber phát hành đầu tiên tại Nhật Bản. Đĩa đơn được phát hành vào ngày 28 với một phiên bản CD + DVD và một phiên bản CD. Lượng tiêu thụ và stream đứng vị trí số một trên cả hai bảng xếp hạng Oricon Daily Single Album và bảng xếp hạng Oricon Weekly Single Album. Đĩa đơn cũng xếp số 1 trên bảng Weekly Hot 100 và Top Weekly Singles Sales của Billboard Nhật Bản.

### 2017: Album mở màn "New Kids: Begin"
Ngày 16 tháng 5, iKON chính thức xác nhận ngày comeback cụ thể trong tháng 5 với một hình ảnh teaser khác nhưng lại giấu kỹ thông tin về album mới. Ngày 18 tháng 5, các anh chàng mới chịu tiết lộ về một phần ca khúc thuộc album mới. Poster mới nhất cho thấy ca khúc chủ đề cho lần comeback này có tên là "Bling Bling". Lời bài hát được viết bởi B.I, Bobby và một nhân tố mới của YG - Millennium. B.I và Millennium cũng là bộ đôi soạn nhạc cho ca khúc này.Album mới sẽ lên sóng vào ngày 22 tháng 5 tới. Đối với album mở màn "New Kids: Begin" sẽ có hai phiên bản là "Dope" và "Bold".
Album sẽ lên kệ sau 1 ngày kể từ lúc phát hành online vào 22 tháng 5.
"New Kids: Begin" đứng vị trí #1 tại Mỹ, Armenia, Kazakhstan, Hồng Kông, Indonesia, Malaysia, Singapore, Thailand, Việt Nam, Đài Loan và Philippines. Single này cũng nằm trong top 10 tại Thuỵ Điển, Thổ Nhĩ Kỳ, Nga và Mexico.
Ngay trước thềm trở lại, iKON cũng được ghi nhận đứng đầu trên danh sách tìm kiếm của bảng xếp hạng nhạc số lớn nhất Hàn Quốc – Melon.

### 2018: Sự thành công của album "Return" với ca khúc chủ đề "Love Scenario".
6h (theo giờ Hàn Quốc) ngày 25 tháng 1, iKON trở lại đường đua Kpop với album "Return" và ca khúc chủ đề "Love Scenario".
2h30 sáng ngày 26 tháng 1, "Love Scenario" đã đứng ở vị trí số 1 trên bảng xếp hạng thời gian thực của trang web âm nhạc lớn nhất Hàn Quốc Melon, cũng như nhiều trang âm nhạc khác như Genie và Bugs. Đồng thời "Love Scenario" đã chiếm giữ vị trí thứ 2 trên Soribada, đứng thứ 3 trên Mnet, và thứ 4 trên Naver. Không chỉ riêng ca khúc chủ đề, những ca khúc b-side như "Long Time No See", "Beautiful" và "Jerk" cũng giành được thứ hạng cao trên bảng xếp hạng thời gian thực trong nước.
Kết quả iCharts vào lúc 11h30 ngày 5/2 (theo giờ Hàn Quốc) cho thấy ca khúc Love Scenario của iKON đã đạt Perfect All Kill (PAK) trên các bảng xếp hạng nhạc số, và trở thành nhóm nhạc đầu tiên đạt được thành tích này trong năm 2018. iKON không những là nghệ sĩ đầu tiên đạt PAK trong năm 2018 và nhóm nam thứ 3 đạt PAK sau Big Bang và Epik High.
Tính đến ngày 26/1, album "Return" đã leo lên No.1 iTunes tại 17 quốc gia và vùng lãnh thổ bao gồm: Armenia, Brunei, Campuchia, Colombia, Costa Rica, Estonia, Ai Cập, Hồng Kông, Indonesia, Malaysia, Romania, Singapore, Đài Loan, Thái Lan, Thổ Nhĩ Kỳ,...
Điều đáng nói hơn đó chính là ca khúc này đã liên tục đứng nhất trong suốt 15 ngày kể từ khi ra mắt vào ngày 25 tháng Một.
Ngoài ra, bất chấp việc có vô số ca khúc mới khác được ra mắt, Love Scenario lại một lần nữa đạt Perfect All Kill trong tuần thứ 3 kể từ ngày phát hành.
Số lượng người nghe ca khúc Love Scenario gia tăng đạt mức hơn 800.000 người.
Sau khi cơ cấu bảng xếp hạng âm nhạc thay đổi thì chỉ có G-Dragon và Zico đạt số lượng trên 700.000 người nghe. 
Điều nay có nghĩa, iKON là nhóm nhạc nam đầu tiên có hơn 800.000 người nghe (tính đến nay) sau khi thay đổi cơ cấu.
Ngày 25/02/2018, sau 31 ngày và tròn 1 tháng album "Return" phát hành, "Love Scenario" đã đạt 137 giờ PERFECT ALL KILL, iKON chính thức trở thành nghệ sĩ sĩ KPOP cũng như idol KPOP nắm giữ số giờ PAK cao nhất.
28/02/2018, trên Instargram của Yang Hyunsuk update về single mới của iKON với tên gọi "Rubber band."
Tính đến ngày 3/03/2018, ca khúc "Love Scenario" của iKON đã 5 tuần liên tiếp lọt BXH top 20 QQ Weekly Chart. Điều này khiến iKON trở thành idol thế hệ 3 duy nhất làm được điều này.
Ngày 4/03/2018, sau 39 ngày phát hành album "Return" và bài hát "Love Scenario", iKON đã đạt được PERFECT ALL KILL lần thứ 200. Điều này giúp cho iKON trở thành nghệ sĩ cũng như idol Kpop nắm giữ số giờ PAK cao nhất, nghệ sĩ Kpop có số giờ no.1 trên Melon cao nhất, idol có số ngày no.1 nhiều nhất trong suốt 10 năm trở lại đây (kỉ lục trước đây là Last Farewell của đàn anh Big Bang), idol nam thứ 2 (sau Big Bang) đạt PAK. Với ca khúc chủ đề là "Love Scenario", iKON đã đem về được 11 cúp trên các chương trình âm nhạc (tính đến ngày 10/03/2017) gồm 3 cúp MCountdown, 3 cúp Inkigayo, 3 cúp Show Musiccore, 1 cúp Music Bank và 1 cúp Show Champion. Hơn thế, ca khúc giúp iKON đạt được 3 Triple Crown (thắng liên tiếp 3 giải trên show âm nhạc). Với Triple Crown tại Inkigayo, iKON trở thành 1 trong 4 nhóm nhạc nam có ca khúc đạt được Triple Crown tại Inkigayo kể từ sau khi hệ thống thay đổi năm 2013 (gồm BigBang, EXO, BTS và iKON). Cuối cùng "Love Scenario" dừng lại ở 204 PAK và đứng nhất trên bảng xếp hạng 43 ngày. Hiện "Love Scenario" đang cán mốc hơn 500 triệu lượt xem trên YouTube.

### 2019: B.I rời nhóm sau scandal
Vào ngày 12 tháng 6 năm 2019, B.I tuyên bố rời khỏi iKON sau khi một hãng tin tức (Dispach) đưa ra cáo buộc rằng vào năm 2016, B.I đã mua thuốc gây ảo giác LSD mặc dù anh đã phủ nhận cáo buộc này. B.I đã đăng một bức thư trên tài khoản Instagram của anh giải thích về việc anh đã từng sợ hãi và không sử dụng LSD, tiết lộ rằng anh sẽ rời nhóm. Chỉ sau 4 tiếng cùng ngày, công ty đại diện của anh, YG Entertainment, đã đơn phương chấm dứt hợp đồng với B.I

### 2020: Trở lại đường đua Kpop với Mini Album "i DECIDE"
18h (theo giờ Hàn Quốc) ngày 6 tháng 2, iKON phát hành Mini Album thứ 3 mang tên "i DECIDE" với ca khúc chủ đề "Dive". Đây là lần đầu tiên iKON comeback với đội hình 6 thành viên sau sự rời đi của trưởng nhóm B.I. Mặc dù đã rời nhóm nhưng cựu thành viên B.I tham gia sản xuất 4/5 bài hát. Đây cũng là lần đầu tiên DK tham gia sáng tác.

### 2021:''Why Why Why''và tham giaKingdom: Legendary War
Vào ngày 3 tháng 3 năm 2021, iKon trở lại với đĩa đơn kỹ thuật số mới "Why Why Why".  Từ tháng 4 năm 2021, iKon tham gia Kingdom: Legendary War, một chương trình thi tài cùng với năm nhóm nhạc nam K-pop khác.  Trong trận chung kết của chương trình, nhóm đã biểu diễn "At Ease" (열중 쉬어), được sáng tác bởi thành viên Bobby của Ikon và thành viên Mino của Winner. Bài hát cùng với các bài hát của những người tham gia khác trong trận chung kết, được đưa vào EP đặc biệt Kingdom <Finale: Who Is the King?>.

### 2022:Flashbackvà rời YG Entertainment
iKon trở lại với EP thứ tư của họ, Flashback, vào ngày 3 tháng 5 năm 2022 với ca khúc chủ đề "But You". Vào tháng 7, nhóm đã tổ chức iKon Japan Tour 2022 tại Kobe và Tokyo, nơi gần như tất cả các đêm diễn đều cháy vé. Ngày 30 tháng 12 năm 2022, toàn bộ thành viên iKON kết thúc hợp đồng với YG Entertainment sau 7 năm gắn bó.
Vào ngày 1 tháng 1 năm 2023, toàn bộ thành viên iKON đã ký hợp đồng với 143 Entertainment và dự kiến phát hành album mới vào tháng 4.

### 2023: Phát hành album "Take Off"
iKON chính thức comeback với 1 Performance video Tantara và 1 MV mang tên U. Ngay sau đó, nhóm đã bắt đầu concert world tour đầu tiên cùng tên tại Seoul vào ngày 06 tháng 05. Chuyến world tour của nhóm khéo dài 4 tháng, với khởi đầu từ Seoul và kết thúc tại  Ma Cao vào ngày 09 tháng 12.

## Thành viên
- Chú thích: in đậm là nhóm trưởng

| Nghệ danh           | Nghệ danh | Tên khai sinh   | Tên khai sinh | Tên khai sinh    | Tên khai sinh | Tên khai sinh  | Ngày sinh         | Vị trí                            | Nơi sinh                   | Quốc tịch |
| Latinh              | Hangul    | Latinh          | Hangul        | Kana             | Hanja         | Hán-Việt       | Ngày sinh         | Vị trí                            | Nơi sinh                   | Quốc tịch |
| Thành viên hiện tại |           |                 |               |                  |               |                |                   |                                   |                            |           |
| Jay                 | 진환      | Kim Jin-hwan    | 김진환        | キム・ジンファン | 金振焕        | Kim Chấn Hoàn  | 7 tháng 2, 1994   | Leader, Main Vocalist             | Jeju, Hàn Quốc             | Hàn Quốc  |
| Song                | 윤형      | Song Yun-hyeong | 송윤형        | ソン・ユンヒョン | 宋允亨        | Tống Doãn Hanh | 8 tháng 2, 1995   | Lead Vocalist, Center, Visual     | Seoul, Hàn Quốc            | Hàn Quốc  |
| Bobby               | 바비      | Kim Ji-won      | 김지원        | キム・ジウォン   | 金知元        | Kim Trí Nguyên | 21 tháng 12, 1995 | Main Rapper, Sub Vocalist         | Seoul, Hàn Quốc            | Hàn Quốc  |
| DK                  | 동혁      | Kim Dong-hyuk   | 김동혁        | キム・ドンヒョク | 金東赫        | Kim Đông Hách  | 3 tháng 1, 1997   | Main Dancer                       | Seoul, Hàn Quốc            | Hàn Quốc  |
| Ju-ne               | 준회      | Koo Jun-hoe     | 구준회        | ク･ジュンフェ    | 具俊會        | Cụ Tuấn Hội    | 31 tháng 3, 1997  | Lead Vocalist                     | Seoul, Hàn Quốc            | Hàn Quốc  |
| Chan                | 찬우      | Jung Chanwoo    | 정찬우        | チョン･チャヌ    | 鄭粲右        | Trịnh Sán Hữu  | 26 tháng 1, 1998  | Lead Vocalist, Maknae             | Yongin, Gyeonggi, Hàn Quốc | Hàn Quốc  |
| Cựu thành viên      |           |                 |               |                  |               |                |                   |                                   |                            |           |
| B.I                 | 비아이    | Kim Han-bin     | 김한빈        | キム・ハンビン   | 金韓彬        | Kim Hàn Bân    | 22 tháng 10, 1996 | Leader, Main Rapper, Sub Vocalist | Goyang, Gyeonggi, Hàn Quốc | Hàn Quốc  |